# William John Thomson
William John Thomson (1771-1845) était un peintre de miniature écossais du XIXe siècle, connu en particulier pour son portrait de Mrs Elizabeth Gaskell (l'auteur de la première biographie de Charlotte Brontë, qui écrivit par ailleurs de nombreux romans industriels, tels que Mary Barton).
La belle-mère d'Elizabeth Gaskell était sœur de William John Thomson, qui peignit le fameux portrait de 1832 à Manchester.

## Biographie
Fils du mariage (célébré, pense-t-on, le 24 novembre 1770 à Édimbourg en Écosse) d'Alexander Thomson (percepteur des Douanes) et de Mary Elizabeth Spencer (? - 1778), il naquit en 1771 à Savannah, en Géorgie. 
Son père retourna en Angleterre en 1776, lors de la déclaration d'indépendance des États-Unis.
William John Thomson travailla la plus grande partie de sa vie en Grande-Bretagne.
Il apprit tout d'abord à peindre à la Royal Academy de Londres, où il exposa également ses œuvres, de 1795 à 1843. Il déménagea alors en Écosse, en 1812, où il réalisa de nombreuses miniatures et fut élu à la Royal Scottish Academy en 1829.
Il épousa Helen Colhoun à Édimbourg le 12 mai 1797. Selon Foskett, on lui proposa d'être anobli, ce qu'il refusa. Le portrait qu'il peignit d'Elizabeth Gaskell, belle-fille de sa sœur, en 1832 a contribué à sa notoriété, du fait de la réputation littéraire de celle-ci.